# Papyrocranus
Papyrocranus es un género de peces en la familia Notopteridae que puede ser encontrada en diversas regiones de África.

## Especies
- Papyrocranus afer (Günther, 1868)
- Papyrocranus congoensis (Nichols & La Monte, 1932)